# الخير والشر (فلم)
الخير والشر هو فيلم مصري تم إنتاجه عام 1946، تأليف وإخراج حسن حلمي و بطولة محمد سلمان ونورهان. 115 دقيقة.

## القصة
يتوفى أحد الاثرياء تاركاً ولدين؛ الأكبر الذي يعيش حياة الاستهتار والمجون، والأصغر الذي يهوى الغناء، يوصي بثروته كلها للابن الأكبر لنقمته على الأصغر لاحترافه الغناء، يختفي الابن الأصغر مع مربيه ليواجه الحياة وحيدا، ويبدد الابن الأكبر ميراث أبيه على نزواته، في المقابل ينجح الابن الأصغر في حياته ويرتبط بفتاة تؤمن به ليكملا طريقهما سوياً، يصاب الابن الأكبر في حادث ويطلب الصفح والغفران من شقيقه الأصغر.

## طاقم التمثيل
- محمد سلمان
- نورهان
- ثريا فخري
- زوزو محمد
- السيد بدير
- سعيد خليل
- فؤاد شفيق
- علوية جميل